# محمد بن سحنون
محمد بن سحنون (202هـ- 256هـ)، أحد أشهر فقهاء المذهب المالكي في النصف الأول من القرن الثالث الهجري. ولد في مدينة القيروان عاصمة الدولة الأغلبية عام 202 هـ في عهد ملكها زيادة الأول بن إبراهيم الأغلبي.

## نسبه وحياته
هو أبو عبد الله محمد بن سحنون بن عبد السلام بن سعيد بن حبيب التنوخي نشأ في أسرة علمية مرموقة، وتربّى في كنف والده علامة أفريقية وفقيهها الإمام سحنون محمد بن عبد السلام التنوخي، الذي كان ذا مكانة مرموقة في دولة الأغالبة.
حفظ محمد بن سحنون القرآنَ الكريم وبدأ في تعلُّم أصول العلوم الشرعية، فسمع من والده وحفظ كُتبه، كما سمع من كبار علماء القيروان، ومنهم عبد الله بن أبي حسان اليحصبي تلميذ الإمام مالك بن أنس شيخ المذهب ومؤسسه، وأصبح محمـد يناظرُ الفقهاء والعلماء، وعلى رأسهم أبوه علامة تونس وبلاد المغرب، ثم قرر الرحلة إلى الحج وطلب العلم في المشرق.
وصل ابن سحنون إلى مصرَ في عام 235هـ ، وعقد حلقة علم بجامع عمرو بن العاص، وحلّق عليه العديد من الشيوخ وطلبة العلم وعلى رأسهم الإمام المزني صاحب الإمام الشافعي الذي مدحه وقال إنه لم يجد مثله على حداثةِ سنّه، ثم انطلق إلى الحجاز وأدّى فريضة الحج، ثم عاد إلى المدينة المنورة والتقى بأشياخها وعلمائها.
عاد ابن سحنون إلى بلاده بعد رحلة علمية ودينية حافلة التقى فيها بكبار العلماء والأشياخ في أقطار عدّة، وبدأ عطاؤه العلمي بالتأليف والتصنيف في المذهب المالكي وفي التعليم بجامع عقبة بالقيروان فأقبل عليه طلبة العلم، لا سيما بعد وفاة والده سحنون سنة 240هـ، واشتهر مقام محمد في بلاد المغرب، يجمع مع العلم أدبا وأخلاقا عالية، مع معرفة لافتة وباهرة بآراء المذاهب الفقهية المخالفة لمذهب المالكية، وظل على ذلك حتى وفاته في عام 256هـ بالساحل وأتي به إلى القيراوان حيث دفن، عن عُمر ناهز الـ 54 عاما.

## مؤلفاته
مؤلفاته كما جمعت من كتب التاريخ والتراجم والجوامع الفقهية
- أجوبة محمد بن سحنون رواية محمد بن سالم القطان (مخطوط بمكتبة الإسكوريال بإسبانيا، وبالخزانة العاشورية والمكتبة النجارية بتونس)
- آدب المعلمين

بقية المؤلفات إما مفقودة أو يجهل مكان وجودها
- كتاب الجامع
- المسند في الحديث
- تحريم المسكر
- الإمامة
- مسائل الجهاد، متكون من 20 جزءً
- تفسير الموطأ، متكون من 4 أجزاء
- الرد على أهل البدع، متكون من 3 أجزاء
- كتاب التاريخ، متكون من 6 أجزاء
- طبقات العلماء، متكون من 7 أجزاء
- كتاب الأشربة وغريب الحديث، متكون من 3 أجزاء
- الحجة على القدرية
- الحجة على النصارى
- الرد على الفكرية
- ما يجب على المتناظرين من حسن الأدب، متكون من جزءان
- الورع
- شرح أربعة كتب من مدونة سحنون
- رسالة في معنى السنة
- رسالة فمن سبّ النّبيء _صلى الله عليه وسلم_
- الإباحة
- آداب القاضي
- أحكام القرآن